# 一位一刀彫

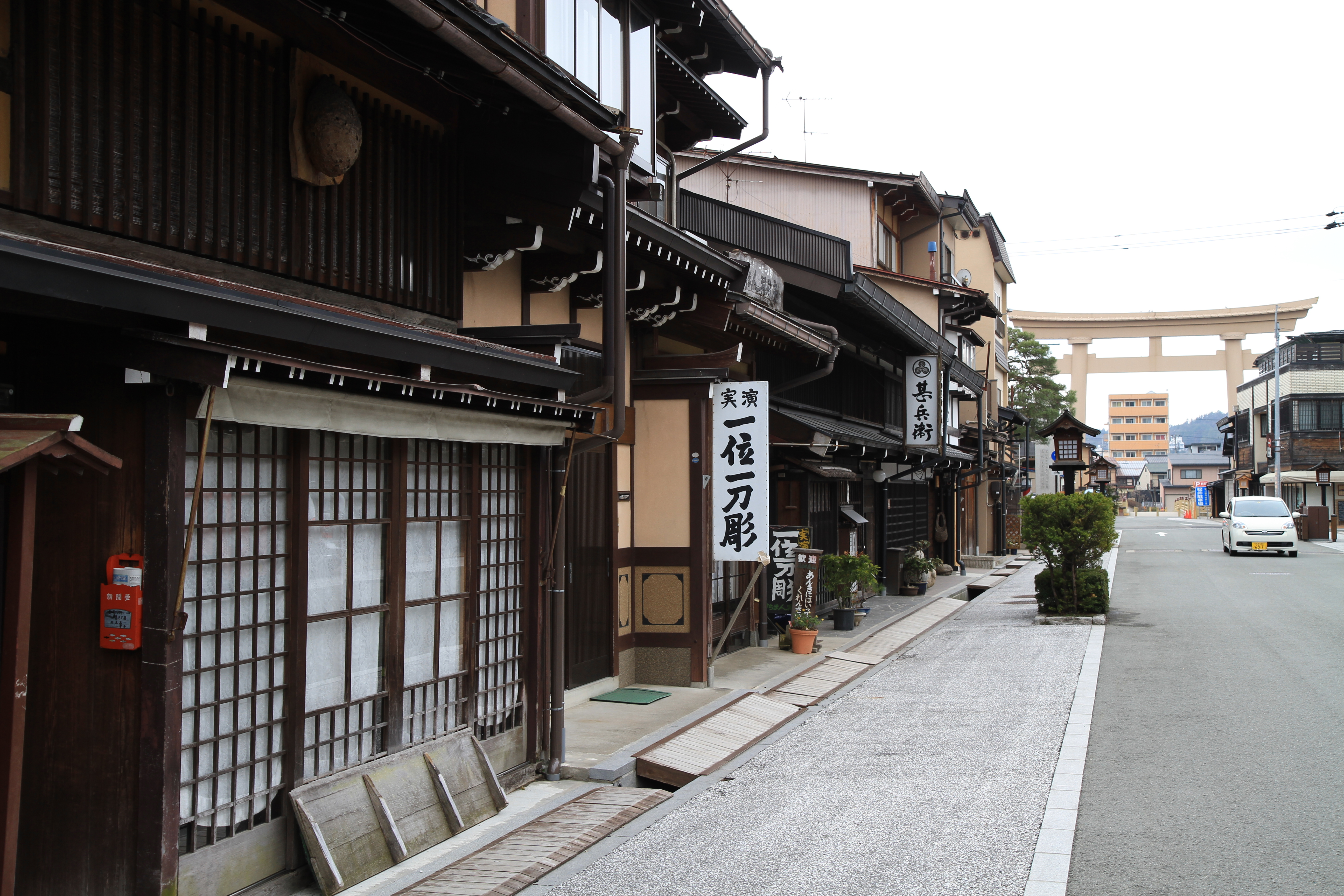
高山市にある一位一刀彫の店

一位一刀彫（いちいいっとうほり、Ichii itto Carvings - Yew Wood Carvings）とは、岐阜県飛騨地方で生産される木工品。
主な生産地は高山市。飛騨市、下呂市でも生産されている。飛騨一位一刀彫ともいう。

## 歴史
江戸時代（19世紀初期）、飛騨国の根付彫刻師である松田亮長が、イチイの木目を活かした根付を製作したことが始まりとされる。1975年（昭和50年）、通商産業省により、伝統的工芸品に指定される。2006年（平成18年）、飛騨一位一刀彫として地域団体商標（商標登録第5006764号）に登録される。

## 特色
材料にイチイを用い、木目や風合いを活かすため彩色は一切しない。赤太（イチイの内側、心材、赤みがかっている）と白太（イチイの外側、辺材、白みがかっている）の対比が美しく、年月と共に木肌や木目の色艶が増すことが魅力である。主な製品に茶道具、置物、面などがある。